# IC 3184/1
IC 3184/1 је спирална галаксија у сазвијежђу Береникина коса која се налази на листи објеката дубоког неба у Индекс каталогу.
Деклинација објекта је + 24° 54' 56" а ректасцензија 12h 20m 46,7s. Привидна величина (магнитуда) објекта IC 3184 износи 15,0 а фотографска магнитуда 15,8. IC 31841 је још познат и под ознакама CGCG 128-79, KUG 1218+251, PGC 39847.